# Стрілянина в Лас-Вегасі (2017)
Стрілянина в Лас-Вегасі — масове вбивство у США, заподіяне 1 жовтня 2017 року, коли вбивця обстріляв відвідувачів музичного фестивалю кантрі-музики Route 91 Harvest на відкритому концертному майданчику на північний схід від Мандалай-Бей в Лас-Вегас-Стріп. Стрілянина велася з балкона готелю під час виступу Джейсона Олдіна.
Вбивство в Лас-Вегасі стало наймасовішим в історії США з моменту подій 11 вересня 2001 року, випередивши за кількістю жертв масове вбивство в Орландо.

## Хід подій

Схема стрільби Педдока з 32-го поверху готелю Mandalay Bay

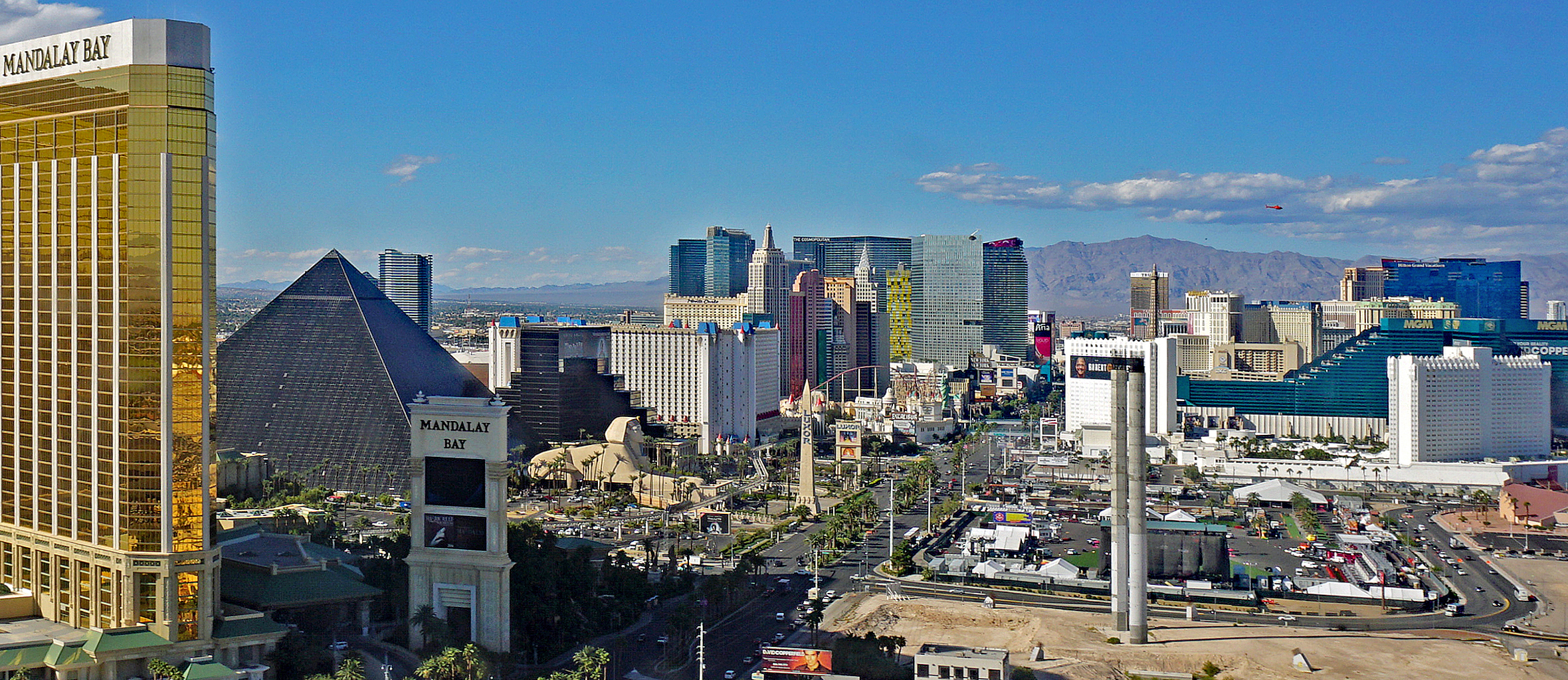
Місце розташування терориста — готель Mandalay Bay (золота будівля ліворуч), з правої сторони споруди, за двома сірими колонами.

За даними Ассошіейтед прес, Стівен Педдок почав стріляти з верхніх поверхів готелю Мандалай-Бей, з вікна 32 поверху будівлі. Пізніше поліція заявила, що злочинець покінчив життя самогубством. Поліцейський спецназ SWAT витратив 4 години на те, щоб прибути до Мандалай-Бею, піднятися пішки на 32-й поверх готелю і взяти номер злочинця штурмом, підірвавши двері зарядом вибухівки. За цей час Стівен Паддок, який вів вогонь довгими чергами, вистріляв всі свої набої: дві стрічки патронів для кулеметів і десяток магазинів для армійських гвинтівок. До 2-ї години ночі 2 жовтня, коли завершився штурм, Стівен Педдок був уже мертвий. Він покінчив життя самогубством, вистріливши собі в голову з пістолета. У злочинця було знайдено 23 одиниці зброї в готелі та ще 19 одиниць у будинку, серед яких: ручний кулемет М249, штурмова гвинтівка М16, АК-47 M110.
Під час проведення спецоперації робота міжнародного аеропорту Мак-Каррана була призупинена, всі рейси були скасовані.
Агентство Amaq опублікувало повідомлення про те, що Стівен Педдок був «солдатом ісламської держави» — нападник перейшов в іслам за кілька місяців до стрілянини.

## Наслідки
За даними шерифа округу Кларк Джо Ломбардо, на концерті були присутні близько 22 тис. чоловік, щонайменше 59 осіб були вбиті в результаті стрілянини і більше 500 були поранені. Постраждалі були відправлені в госпіталі Юніверсіті та Санрайз. Чотирнадцять постраждалих перебували в критичному стані.